# Red Oak (Iowa)
Red Oak es una ciudad ubicada en el condado de Montgomery en el estado estadounidense de Iowa. En el Censo de 2010 tenía una población de 5742 habitantes y una densidad poblacional de 553,97 personas por km².

## Geografía
Red Oak se encuentra ubicada en las coordenadas 41°0′51″N 95°13′28″O / 41.01417, -95.22444. Según la Oficina del Censo de los Estados Unidos, Red Oak tiene una superficie total de 10.37 km², de la cual 10.22 km² corresponden a tierra firme y (1.4%) 0.15 km² es agua.

## Demografía
Según el censo de 2010, había 5742 personas residiendo en Red Oak. La densidad de población era de 553,97 hab./km². De los 5742 habitantes, Red Oak estaba compuesto por el 96.34% blancos, el 0.33% eran afroamericanos, el 0.38% eran amerindios, el 0.23% eran asiáticos, el 0% eran isleños del Pacífico, el 1.38% eran de otras razas y el 1.34% pertenecían a dos o más razas. Del total de la población el 4.25% eran hispanos o latinos de cualquier raza.